# Liste des anciennes communes des Yvelines
Depuis la Révolution française, plusieurs communes des Yvelines ont subi des modifications de périmètre territorial — par le biais de fusions ou de démembrements — ou le passage d'un hameau d'une commune à une autre ou bien des changements de nom, que la liste s’attache à présenter.

## Contexte
Alors que les communes d’Ancien Régime sont supprimées par les décrets du 4 août 1789 de l’Assemblée constituante, une nouvelle forme communale émerge en France avec le décret législatif du 14 décembre 1789 concernant la constitution des municipalités. Le Législateur révolutionnaire, dans une logique de rationalisation, souhaite uniformiser les dénominations des plus petites structures d’administration territoriale. C’est sous la Convention, par un décret du 10 brumaire an II, que le terme « commune » est harmonisé à tous les anciens bourgs, villes, paroisses ou communautés.
Le département des Yvelines a été créé le 1er janvier 1968, en application de la loi du 10 juillet 1964 portant réorganisation de la région parisienne. Le département est issu du démembrement de l'ancien département de Seine-et-Oise et incorpore 265 communes de ce dernier. La liste ci-dessous comprend donc les modifications effectuées sur les communes du département, basées sur son périmètre actuel. Ces modifications peuvent être antérieures à sa création et elles commencent à partir de 1790.
Au 1er janvier 2025, le département compte 259 communes.

## Transformations par type

### Fusion
| Commune créée           | Communes supprimées                    | Régime                                                                             | Date (et nature) de la décision                                  | Date d’effet                                              |
| ----------------------- | -------------------------------------- | ---------------------------------------------------------------------------------- | ---------------------------------------------------------------- | --------------------------------------------------------- |
| Saint-Germain-en-Laye   | Fourqueux                              | Commune nouvelle (avec une seule commune déléguée depuis le 15-6-2020 : Fourqueux) | Arrêté préfectoral du 19 décembre 2018                           | 1er janvier 2019                                          |
| Saint-Germain-en-Laye   | Saint-Germain-en-Laye                  | Commune nouvelle (avec une seule commune déléguée depuis le 15-6-2020 : Fourqueux) | Arrêté préfectoral du 19 décembre 2018                           | 1er janvier 2019                                          |
| Le Chesnay-Rocquencourt | Le Chesnay                             | Commune nouvelle (avec communes déléguées)                                         | Arrêté préfectoral du 29 novembre 2018                           | 1er janvier 2019                                          |
| Le Chesnay-Rocquencourt | Rocquencourt                           | Commune nouvelle (avec communes déléguées)                                         | Arrêté préfectoral du 29 novembre 2018                           | 1er janvier 2019                                          |
| Notre-Dame-de-la-Mer    | Jeufosse                               | Commune nouvelle (SANS communes déléguées depuis le 1-1-2022)                      | Arrêtés préfectoraux du 27 septembre 2018 et du 24 octobre 2018, | 1er janvier 2019                                          |
| Notre-Dame-de-la-Mer    | Port-Villez                            | Commune nouvelle (SANS communes déléguées depuis le 1-1-2022)                      | Arrêtés préfectoraux du 27 septembre 2018 et du 24 octobre 2018, | 1er janvier 2019                                          |
| Dampierre-en-Yvelines   | Dampierre                              | Fusion association (fusion simple depuis le 1-1-2005)                              | Arrêté préfectoral du 14 juin 1974                               | 1er juillet 1974                                          |
| Dampierre-en-Yvelines   | Maincourt-sur-Yvette                   | Fusion association (fusion simple depuis le 1-1-2005)                              | Arrêté préfectoral du 14 juin 1974                               | 1er juillet 1974                                          |
| Fontenay-Saint-Père     | Fontenay-Saint-Père                    | Fusion association (dissoute en 1981)                                              | Arrêté préfectoral du 22 décembre 1972                           | 1er janvier 1973                                          |
| Fontenay-Saint-Père     | Drocourt (commune rétablie en 1981)    | Fusion association (dissoute en 1981)                                              | Arrêté préfectoral du 22 décembre 1972                           | 1er janvier 1973                                          |
| Prunay-sous-Ablis       | Prunay-sous-Ablis                      | Fusion association (fusion simple depuis le 1-3-1979)                              | Arrêté préfectoral du 19 juillet 1972                            | 1er août 1972                                             |
| Prunay-sous-Ablis       | Craches                                | Fusion association (fusion simple depuis le 1-3-1979)                              | Arrêté préfectoral du 19 juillet 1972                            | 1er août 1972                                             |
| Maulette                | Maulette                               | Fusion simple                                                                      | Arrêté préfectoral du 31 mars 1964                               | 27 avril 1964                                             |
| Maulette                | Thionville-sur-Opton                   | Fusion simple                                                                      | Arrêté préfectoral du 31 mars 1964                               | 27 avril 1964                                             |
| Mantes                  | Mantes                                 | Fusion simple                                                                      | Arrêté préfectoral du 24 février 1930                            | Arrêté préfectoral du 24 février 1930                     |
| Mantes                  | Gassicourt                             | Fusion simple                                                                      | Arrêté préfectoral du 24 février 1930                            | Arrêté préfectoral du 24 février 1930                     |
| Breuil-Bois-Robert      | Le Breuil                              | Fusion simple                                                                      | Fusion effectuée en 1868                                         | Fusion effectuée en 1868                                  |
| Breuil-Bois-Robert      | Bois-Robert-et-Labrosse                | Fusion simple                                                                      | Fusion effectuée en 1868                                         | Fusion effectuée en 1868                                  |
| Feucherolles            | Feucherolles                           | Fusion simple                                                                      | Ordonnance du 16 septembre 1818                                  | Ordonnance du 16 septembre 1818                           |
| Feucherolles            | Lanluets-Sainte-Gemme                  | Fusion simple                                                                      | Ordonnance du 16 septembre 1818                                  | Ordonnance du 16 septembre 1818                           |
| Les Essarts-le-Roi      | Les Essarts-le-Roi                     | Fusion simple                                                                      | Décret du 12 mars 1814,                                          | Décret du 12 mars 1814,                                   |
| Les Essarts-le-Roi      | Les Layes                              | Fusion simple                                                                      | Décret du 12 mars 1814,                                          | Décret du 12 mars 1814,                                   |
| Triel                   | Triel                                  | Fusion simple                                                                      | Fusion effectuée entre 1795 et 1800                              | Fusion effectuée entre 1795 et 1800                       |
| Triel                   | Pissefontaine                          | Fusion simple                                                                      | Fusion effectuée entre 1795 et 1800                              | Fusion effectuée entre 1795 et 1800                       |
| Saint-Germain-en-Laye   | Saint-Germain-en-Laye                  | Fusion simple                                                                      | Arrêté du 18 nivôse de l'an II (Arrêté du 7 janvier 1794)        | Arrêté du 18 nivôse de l'an II (Arrêté du 7 janvier 1794) |
| Saint-Germain-en-Laye   | Saint-Léger-en-Laye                    | Fusion simple                                                                      | Arrêté du 18 nivôse de l'an II (Arrêté du 7 janvier 1794)        | Arrêté du 18 nivôse de l'an II (Arrêté du 7 janvier 1794) |
| Allainville             | Allainville                            | Fusion simple                                                                      | Fusion effectuée entre 1790 et 1794                              | Fusion effectuée entre 1790 et 1794                       |
| Allainville             | Hattonville                            | Fusion simple                                                                      | Fusion effectuée entre 1790 et 1794                              | Fusion effectuée entre 1790 et 1794                       |
| Auffreville             | Auffreville                            | Fusion simple                                                                      | Fusion effectuée entre 1790 et 1794                              | Fusion effectuée entre 1790 et 1794                       |
| Auffreville             | Brasseuil                              | Fusion simple                                                                      | Fusion effectuée entre 1790 et 1794                              | Fusion effectuée entre 1790 et 1794                       |
| Bois-Robert-et-Labrosse | Bois-Robert                            | Fusion simple                                                                      | Fusion effectuée entre 1790 et 1794                              | Fusion effectuée entre 1790 et 1794                       |
| Bois-Robert-et-Labrosse | La Brosse                              | Fusion simple                                                                      | Fusion effectuée entre 1790 et 1794                              | Fusion effectuée entre 1790 et 1794                       |
| Bonnières               | Bonnières                              | Fusion simple                                                                      | Fusion effectuée entre 1790 et 1794                              | Fusion effectuée entre 1790 et 1794                       |
| Bonnières               | Le Ménil-Renard                        | Fusion simple                                                                      | Fusion effectuée entre 1790 et 1794                              | Fusion effectuée entre 1790 et 1794                       |
| Chambourcy              | Chambourcy                             | Fusion simple                                                                      | Fusion effectuée entre 1790 et 1794                              | Fusion effectuée entre 1790 et 1794                       |
| Chambourcy              | Saint-Jacques-Saint-Christophe-de-Retz | Fusion simple                                                                      | Fusion effectuée entre 1790 et 1794                              | Fusion effectuée entre 1790 et 1794                       |
| Galluis-la-Queue        | Galluis                                | Fusion simple                                                                      | Fusion effectuée entre 1790 et 1794                              | Fusion effectuée entre 1790 et 1794                       |
| Galluis-la-Queue        | La Queue                               | Fusion simple                                                                      | Fusion effectuée entre 1790 et 1794                              | Fusion effectuée entre 1790 et 1794                       |
| Poissy                  | Poissy                                 | Fusion simple                                                                      | Fusion effectuée entre 1790 et 1794                              | Fusion effectuée entre 1790 et 1794                       |
| Poissy                  | Migneaux                               | Fusion simple                                                                      | Fusion effectuée entre 1790 et 1794                              | Fusion effectuée entre 1790 et 1794                       |
| Versailles              | Versailles                             | Fusion simple                                                                      | Fusion effectuée entre 1790 et 1794                              | Fusion effectuée entre 1790 et 1794                       |
| Versailles              | Montreuil                              | Fusion simple                                                                      | Fusion effectuée entre 1790 et 1794                              | Fusion effectuée entre 1790 et 1794                       |

### Création, rétablissement et suppression
| Nom        | Commune affectée                     | Mode de création              | Date (et nature) de la décision    | Date d’effet           |
| ---------- | ------------------------------------ | ----------------------------- | ---------------------------------- | ---------------------- |
| Drocourt   | Fontenay-Saint-Père                  | Rétablissement                | Arrêté préfectoral du 14 août 1981 | 1er janvier 1982       |
| Galluis    | Galluis-la-Queue (commune démembrée) | Rétablissement et suppression | Décret du 15 mars 1883             | Décret du 15 mars 1883 |
| La Queue   | Galluis-la-Queue (commune démembrée) | Rétablissement et suppression | Décret du 15 mars 1883             | Décret du 15 mars 1883 |
| Le Vésinet | Chatou                               | Démembrement                  | Loi du 31 mai 1875                 | Loi du 31 mai 1875     |
| Le Vésinet | Croissy-sur-Seine                    | Démembrement                  | Loi du 31 mai 1875                 | Loi du 31 mai 1875     |
| Le Vésinet | Le Pecq                              | Démembrement                  | Loi du 31 mai 1875                 | Loi du 31 mai 1875     |

### Modification du nom officiel
| Nom                        | Ancien nom            | Date (et nature) de la décision       |
| -------------------------- | --------------------- | ------------------------------------- |
| Meulan-en-Yvelines         | Meulan                | Décret du 8 juillet 2010              |
| Lainville-en-Vexin         | Lainville             | Décret du 22 décembre 1997            |
| Prunay-en-Yvelines         | Prunay-sous-Ablis     | Arrêté préfectoral du 24 janvier 1979 |
| Gaillon-sur-Montcient      | Gaillon               | Décret du 27 septembre 1977           |
| Mézy-sur-Seine             | Mézy                  | Décret du 7 juillet 1971              |
| Limetz-Villez              | Limetz                | Décret du 14 mars 1967                |
| Clairefontaine-en-Yvelines | Clairefontaine        | Décret du 25 juillet 1961             |
| Mantes-la-Jolie            | Mantes-Gassicourt     | Décret du 30 avril 1953               |
| Thiverval-Grignon          | Thiverval             | Décret du 18 octobre 1952             |
| Follainville-Dennemont     | Follainville          | Décret du 3 mai 1949                  |
| Le Perray-en-Yvelines      | Le Perray             | Décret du 11 août 1948                |
| Poigny-la-Forêt            | Poigny                | Décret du 25 février 1947             |
| Lévis-Saint-Nom            | Lévy-Saint-Nom        | Décret du 28 juillet 1943             |
| Auffreville-Brasseuil      | Auffreville           | Décret du 15 septembre 1942           |
| Vieille-Église-en-Yvelines | Vieille-Église        | Décret du 20 septembre 1940           |
| Oinville-sur-Montcient     | Oinville              | Décret du 18 mars 1938                |
| Vélizy-Villacoublay        | Vélizy                | Décret du 18 mars 1938                |
| La Boissière-École         | La Boissière          | Décret du 3 décembre 1936             |
| Boinville-en-Mantois       | Boinville             | Décret du 9 mars 1933                 |
| Maincourt-sur-Yvette       | Maincourt             | Décret du 9 mars 1933                 |
| Tessancourt-sur-Aubette    | Tessancourt           | Décret du 21 avril 1932               |
| Les Clayes-sous-Bois       | Les Clayes            | Décret du 27 juillet 1931             |
| Mantes-Gassicourt          | Mantes                | Décret du 19 novembre 1930            |
| Bazoches-sur-Guyonne       | Bazoches              | Décret du 23 octobre 1928             |
| Arnouville-lès-Mantes      | Arnouville            | Décret du 22 novembre 1925            |
| Chanteloup-les-Vignes      | Chanteloup            | Décret du 15 mai 1922                 |
| Saint-Arnoult-en-Yvelines  | Saint-Arnoult         | Décret du 9 mai 1922                  |
| Triel-sur-Seine            | Triel                 | Décret du 24 décembre 1909            |
| Mousseaux-sur-Seine        | Mousseaux             | Décret du 4 janvier 1909              |
| Carrières-sur-Seine        | Carrières-Saint-Denis | Décret du 9 décembre 1905             |
| Vaux-sur-Seine             | Vaux                  | Décret du 17 février 1902             |
| Villennes-sur-Seine        | Villennes             | Décret du 18 avril 1901               |
| Bonnières-sur-Seine        | Bonnières             | Décret du 26 janvier 1901             |
| Brueil-en-Vexin            | Brueil                | Décret du 14 janvier 1890             |
| Le Tremblay-sur-Mauldre    | Le Tremblay           | Décret du 5 juillet 1887              |
| Chaufour-lès-Bonnières     | Chaufour              | Décret du 22 décembre 1886            |
| La Queue-les-Yvelines      | La Queue              | Décret du 10 décembre 1883            |
| Maisons-Laffitte           | Maisons-sur-Seine     | Décret du 16 octobre 1882             |
| Rochefort-en-Yvelines      | Rochefort             | Décret du 13 novembre 1878            |
| Paray-Douaville            | Paray-le-Moineau      | Ordonnance du 14 juin 1845            |
| Thionville-sur-Opton       | Thionville            | Ordonnance du 25 mai 1843             |

### Rattachements
Liste des communes ayant été rattachées au département des Yvelines après avoir appartenu à un autre département. Cette liste comprend les communes ayant intégrées le département après le 1er janvier 1968.
| Nom de la commune | Date (et nature) de la décision | Date d'effet     | Département d'origine |
| ----------------- | ------------------------------- | ---------------- | --------------------- |
| Châteaufort       | Décret du 21 novembre 1969      | 29 novembre 1969 | Essonne               |
| Toussus-le-Noble  | Décret du 21 novembre 1969      | 29 novembre 1969 | Essonne               |

### Modifications de limites communales
| La commune de ...                                                     | ... cède du territoire à la commune de ...                            | Précision                                                                     | Date (et nature) de la décision                                             |
| --------------------------------------------------------------------- | --------------------------------------------------------------------- | ----------------------------------------------------------------------------- | --------------------------------------------------------------------------- |
| Bouafle                                                               | Les Mureaux                                                           | Superficie de 15 ha 16 a 60 ca                                                | 27 janvier 1993 (Décret)                                                    |
| Trappes                                                               | Montigny-le-Bretonneux                                                | Superficie de 7 ha 45 a 71 ca                                                 | 21 janvier 1993 (Décret)                                                    |
| Montigny-le-Bretonneux                                                | Trappes                                                               | Superficie de 7 ha 98 a 95 ca                                                 | 21 janvier 1993 (Décret)                                                    |
| Voisins-le-Bretonneux                                                 | Montigny-le-Bretonneux                                                | Superficie de 4 ha 26 ca                                                      | 24 avril 1990 (Décret)                                                      |
| Guyancourt                                                            | Voisins-le-Bretonneux                                                 | Superficie de 3 ha 35 a 64 ca                                                 | 23 avril 1990 (Décret)                                                      |
| Voisins-le-Bretonneux                                                 | Guyancourt                                                            | Superficie de 5 ha 16 a                                                       | 23 avril 1990 (Décret)                                                      |
| Montigny-le-Bretonneux                                                | Guyancourt                                                            | 3 habitants                                                                   | 31 décembre 1987 (Arrêté)                                                   |
| Bois-d'Arcy                                                           | Montigny-le-Bretonneux                                                | 572 habitants                                                                 | 23 décembre 1983 (Arrêté) 15 janvier 1985 (Arrêté) 29 janvier 1985 (Arrêté) |
| Plaisir                                                               | Élancourt                                                             | 11 habitants                                                                  | 23 décembre 1983 (Arrêté) 15 janvier 1985 (Arrêté) 29 janvier 1985 (Arrêté) |
| Voisins-le-Bretonneux                                                 | Montigny-le-Bretonneux                                                | 5 habitants                                                                   | 23 décembre 1983 (Arrêté) 15 janvier 1985 (Arrêté) 29 janvier 1985 (Arrêté) |
| Fourqueux                                                             | Saint-Germain-en-Laye                                                 | Lieu-dit le Pré-des-Hézards                                                   | 22 novembre 1979 (Décret)                                                   |
| Le Vésinet                                                            | Le Pecq                                                               | Superficie de 24 a 30 ca                                                      | 23 février 1978 (Décret)                                                    |
| Le Pecq                                                               | Le Vésinet                                                            | Superficie de 50 a 26 ca                                                      | 23 février 1978 (Décret)                                                    |
| Le Vésinet                                                            | Croissy-sur-Seine                                                     | Superficie de 8 a 10 ca                                                       | 11 octobre 1977 (Décret)                                                    |
| Le Vésinet                                                            | Chatou                                                                | Superficie de 27 a 72 ca                                                      | 11 octobre 1977 (Décret)                                                    |
| Chatou                                                                | Le Vésinet                                                            | Superficie de 13 a 38 ca                                                      | 11 octobre 1977 (Décret)                                                    |
| Bonnelles Bullion Pecqueuse (département de l'Essonne)                | Pecqueuse (département de l'Essonne) Bonnelles Bullion                |                                                                               | 25 janvier 1974 (Décret)                                                    |
| Châteaufort                                                           | Magny-les-Hameaux                                                     |                                                                               | 18 avril 1973 (Décret)                                                      |
| Le Chesnay Rocquencourt                                               | Rocquencourt Le Chesnay                                               |                                                                               | 15 avril 1970 (Décret)                                                      |
| L'Étang-la-Ville                                                      | Marly-le-Roi                                                          | Superficie de 2 ha 50 a                                                       | 2 octobre 1968 (Décret)                                                     |
| Marly-le-Roi                                                          | L'Étang-la-Ville                                                      | Superficie de 2 ha 50 a                                                       | 2 octobre 1968 (Décret)                                                     |
| La Verrière                                                           | Coignières                                                            | 8 habitants                                                                   | 30 mai 1967 (Arrêté)                                                        |
| Meudon (département des Hauts-de-Seine)                               | Vélizy-Villacoublay                                                   | Superficie de 1 ha 63 a 80 ca                                                 | 14 mars 1967 (Décret)                                                       |
| Vélizy-Villacoublay                                                   | Meudon (département des Hauts-de-Seine)                               | Superficie de 88 a 80 ca                                                      | 14 mars 1967 (Décret)                                                       |
| Magnanville                                                           | Mantes-la-Ville                                                       | Superficie de 12 ha 75 a 03 ca                                                | 25 novembre 1965 (Décret)                                                   |
| Vélizy-Villacoublay                                                   | Meudon (département des Hauts-de-Seine)                               | Lieu-dit la Porte-des-Trivaux                                                 | 15 juillet 1965 (Décret)                                                    |
| Bougival La Celle-Saint-Cloud                                         | La Celle-Saint-Cloud Bougival                                         |                                                                               | 28 décembre 1964 (Arrêté)                                                   |
| Rueil-Malmaison (département des Hauts-de-Seine) La Celle-Saint-Cloud | La Celle-Saint-Cloud Rueil-Malmaison (département des Hauts-de-Seine) |                                                                               | 31 juillet 1963 (Arrêté)                                                    |
| Villette                                                              | Breuil-Bois-Robert                                                    | 7 habitants                                                                   | 30 juillet 1963 (Arrêté)                                                    |
| Coignières                                                            | Le Mesnil-Saint-Denis                                                 | 120 habitants                                                                 | 21 décembre 1961 (Arrêté)                                                   |
| Bezons (département du Val-d'Oise)                                    | Sartrouville                                                          | Lieu-dit le Haut-des-Vignes Superficie de 45 a 25 ca                          | 17 avril 1961 (Décret)                                                      |
| Sartrouville                                                          | Bezons (département du Val-d'Oise)                                    | Lieux-dits les Tartres et les Vallées 248 habitants Superficie de 51 a 28 ca  | 17 avril 1961 (Décret)                                                      |
| Buc                                                                   | Versailles                                                            | Lotissement du Bois-des-Gonards Superficie de 29 a 35 ca                      | 30 décembre 1958 (Arrêté)                                                   |
| Jouy-en-Josas                                                         | Versailles                                                            | Lotissement de la Boulle 205 habitants Superficie de 1 a 63 a                 | 30 décembre 1958 (Arrêté)                                                   |
| Gaillon                                                               | Meulan                                                                | Superficie de 13 a 60 ca                                                      | 20 avril 1957 (Arrêté)                                                      |
| Rolleboise                                                            | Guernes                                                               | Lieu-dit la Grande Île de Rolleboise                                          | 9 juillet 1954 (Décret)                                                     |
| Juziers                                                               | Aubergenville                                                         | rive gauche de la Seine                                                       | 10 octobre 1953 (Décret)                                                    |
| Triel-sur-Seine                                                       | Médan                                                                 | une partie de l'île Platais                                                   | 15 février 1951 (Décret)                                                    |
| Saint-Hilarion                                                        | Épernon (département d'Eure-et-Loir)                                  |                                                                               | 23 janvier 1951 (Décret)                                                    |
| Sartrouville                                                          | Bezons (département du Val-d'Oise)                                    | Lotissement des Vallées                                                       | 22 septembre 1948 (Décret)                                                  |
| Sartrouville Houilles                                                 | Houilles Sartrouville                                                 |                                                                               | 9 avril 1929 (Loi)                                                          |
| Saint-Germain-en-Laye                                                 | Fourqueux                                                             |                                                                               | 2 avril 1925 (Décret)                                                       |
| Garancières                                                           | La Queue-les-Yvelines                                                 | Lieux-dits : la Mare-à-Jourdain, les Genièvres, les Graviers et le Clos-Colin | 8 juin 1923 (Décret)                                                        |
| Ecquevilly                                                            | Chapet                                                                |                                                                               | 2 mai 1901 (Décret)                                                         |
| Meulan                                                                | Les Mureaux                                                           | Hameau de la Sengle (rive gauche de la Seine)                                 | 30 avril 1883 (Décret)                                                      |
| Juziers                                                               | Brueil                                                                | Hameau de la Chartre                                                          | 10 juin 1881 (Décret)                                                       |
| Rosny                                                                 | Guernes                                                               | l'Île de Rosny                                                                | 27 août 1876 (Loi)                                                          |
| Mantes-la-Ville                                                       | Mantes                                                                |                                                                               | 2 mai 1855 (Loi)                                                            |
| Épône                                                                 | Aubergenville                                                         |                                                                               | 23 mai 1854 (Loi)                                                           |
| Plaisir                                                               | Neauphle-le-Château                                                   |                                                                               | 19 juillet 1845 (Loi)                                                       |
| Orgeval                                                               | Morainvilliers                                                        | Village de Bures                                                              | 27 juin 1843 (Loi)                                                          |
| Sonchamp                                                              | Clairefontaine                                                        |                                                                               | 19 mars 1841 (Loi)                                                          |

## Statuts particuliers

### Communes associées
Lorsque la ligne du tableau prend la couleur rose dragée, cela signifie que la commune n’a plus actuellement le statut de commune associée, à la suite d'une fusion ou d'une défusion.
| Nom de la commune    | Code INSEE | Fusion-association                     | Fusion-association | Fusion-association  | Fusion-association                       | D - Défusion ou F - transformation de l'association en fusion simple | D - Défusion ou F - transformation de l'association en fusion simple | D - Défusion ou F - transformation de l'association en fusion simple | D - Défusion ou F - transformation de l'association en fusion simple                                    |
| Nom de la commune    | Code INSEE | date de la décision                    | date d'effet       | commune absorbante  | nom de la commune résultant de la fusion | D/F                                                                  | date de la décision                                                  | date d'effet                                                         | commentaire                                                                                             |
| -------------------- | ---------- | -------------------------------------- | ------------------ | ------------------- | ---------------------------------------- | -------------------------------------------------------------------- | -------------------------------------------------------------------- | -------------------------------------------------------------------- | --- |
| Maincourt-sur-Yvette | 78357      | Arrêté préfectoral du 14 juin 1974     | 1er juillet 1974   | Dampierre           | Dampierre-en-Yvelines                    | F                                                                    | Arrêté préfectoral du 13 décembre 2004                               | 1er janvier 2005                                                     | La fusion-association est transformée en fusion simple.                                                 |
| Drocourt             | 78202      | Arrêté préfectoral du 22 décembre 1972 | 1er janvier 1973   | Fontenay-Saint-Père | Fontenay-Saint-Père                      | D                                                                    | Arrêté préfectoral du 14 août 1981                                   | 1er janvier 1982                                                     | Drocourt redevient une commune autonome.                                                                |
| Craches              | 78187      | Arrêté préfectoral du 19 juillet 1972  | 1er août 1972      | Prunay-sous-Ablis   | Prunay-sous-Ablis                        | F                                                                    | Arrêté préfectoral du 24 janvier 1979                                | 1er mars 1979                                                        | Prunay-sous-Ablis prend le nom de Prunay-en-Yvelines et l'association est transformée en fusion simple. |

### Communes déléguées
Liste des communes ayant, ou ayant eu (en italique), à la suite d'une fusion, le statut de commune déléguée dans une commune nouvelle.
| Nom de la commune     | Code INSEE | Commune nouvelle                         | Commune nouvelle | Commune nouvelle      | Commune nouvelle                         |
| Nom de la commune     | Code INSEE | date de la décision                      | date d'effet     | chef-lieu de commune  | nom de la commune résultant de la fusion |
| --------------------- | ---------- | ---------------------------------------- | ---------------- | --------------------- | ---------------------------------------- |
| Saint-Germain-en-Laye | 78551      | Arrêté préfectoral du 19 décembre 2018   | 1er janvier 2019 | Saint-Germain-en-Laye | Saint-Germain-en-Laye                    |
| Fourqueux             | 78251      | Arrêté préfectoral du 19 décembre 2018   | 1er janvier 2019 | Saint-Germain-en-Laye | Saint-Germain-en-Laye                    |
| Le Chesnay            | 78158      | Arrêté préfectoral du 29 novembre 2018   | 1er janvier 2019 | Le Chesnay            | Le Chesnay-Rocquencourt                  |
| Rocquencourt          | 78524      | Arrêté préfectoral du 29 novembre 2018   | 1er janvier 2019 | Le Chesnay            | Le Chesnay-Rocquencourt                  |
| Jeufosse              | 78320      | Arrêté préfectoral du 27 septembre 2018, | 1er janvier 2019 | Jeufosse              | Notre-Dame-de-la-Mer                     |
| Port-Villez           | 78503      | Arrêté préfectoral du 27 septembre 2018, | 1er janvier 2019 | Jeufosse              | Notre-Dame-de-la-Mer                     |